# Max Osborn

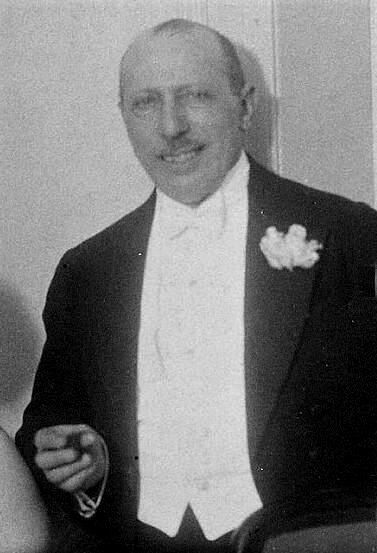
Max Osborn (1928)

Max Osborn (* 10. Februar 1870 in Köln; † 24. September 1946 in New York City) war ein deutscher Kunstkritiker und Journalist.

## Leben
Max Osborn stammte aus einer sephardischen Bankiersfamilie, sein Vater änderte nach der Geburt des Stammhalters Max den Familiennamen von Ochse nach Osborn. Max Osborn besuchte das Apostelgymnasium in Köln, bevor die Eltern nach Berlin übersiedelten, wo er am Wilhelms-Gymnasium das Abitur machte. Osborn studierte Germanistik und Kunstgeschichte in Heidelberg, München und Berlin, wo er 1893 bei Erich Schmidt promoviert wurde. Während seines Studiums wurde er 1889 Mitglied der Burschenschaft Danubia München. Er heiratete 1896 Martha Boas, sie hatten die Kinder Hilde und Franz-Joachim.
Osborn gab von 1894 bis 1914 die Jahresberichte für neuere Deutsche Literaturgeschichte mit heraus, war ab 1900 Redakteur bei der Berliner National-Zeitung und von 1914 bis 1933 Kunstkritiker der Vossischen Zeitung. Für die Vossische Zeitung war er im Ersten Weltkrieg Kriegsberichterstatter an allen deutschen Fronten. Osborn machte sich als Verfasser und Herausgeber zahlreicher kunst- und literaturkritischer Werke einen Namen. Er war zusammen mit Adolf Michaelis, Josef Neuwirth, Adolf Philippi und Felix Becker Herausgeber des Handbuchs der Kunstgeschichte. Für die Reihe Berühmte Kunststätten des Leipziger Verlags E. A. Seemann verfasste er den 1909 erschienenen Band 43 mit dem Titel Berlin, der mit 179 Abbildungen versehen war und eine Gesamtdarstellung der Berliner Kunstgeschichte bot. Weitere Werke befassten sich etwa mit Fritz August Breuhaus de Groot oder Franz Krüger.
Nach der Machtübergabe an die Nationalsozialisten 1933 fielen Werke Osborns den nationalsozialistischen Bücherverbrennungen zum Opfer. Osborn wurde 1933 Mitgründer und Mitarbeiter des Jüdischen Kulturbundes. 1934 und 1935 hielt er sich zeitweise in Palästina auf. 1936 gehörte er mit Josef Bato (1888–1966), Lisbeth Cassirer, Franz Landsberger, Rachel Wischnitzer-Bernstein und Erich Wolfsfeld zur Jury der Reichsausstellung Jüdischer Künstler im Berliner Jüdischen Museum. 1938 emigrierte er nach Paris; 1941 floh er in die USA. 1945 erschienen in New York seine Memoiren unter dem Titel Der bunte Spiegel, mit einem Vorwort von Thomas Mann. 
Max Osborn war Präsident des Verbandes deutscher Kunstkritiker.

## Schriften (Auswahl)

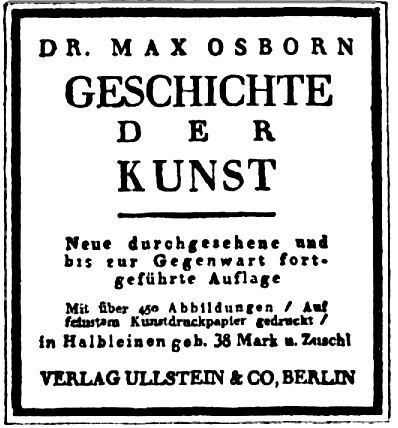
Anzeige in einer Berliner Tageszeitung

### Hauptwerke (Auswahl)
- Die Teufel-Literatur des 16. Jahrhunderts. In: Acta Germanica 1894. Verlag Mayer und Müller, Berlin, PDF.
- Der Holzschnitt (= Sammlung Illustrierter Monographien, Bd. 16). Velhagen & Klassing, Bielefeld / Leipzig 1905 (Digitalisat im Internet Archive)
- Joshua Reynolds. Velhagen und Klasing, Bielefeld / Leipzig 1908.
- Franz Krüger. Velhagen und Klasing, Bielefeld 1910.
- Berlin. Berühme Kunststätten, Band 43. E. A. Seemann, Leipzig 1909. (Digitalisat)
- Geschichte der Kunst. Eine kurzgefaßte Darstellung ihrer Hauptepochen. Ullstein, Berlin 1909 (viele weitere Auflagen - 70. Auflage 1933) (Digitalisat).
- Drei Straßen des Krieges: Arras, Champagne, Flandern. Ullstein, Berlin 1916
- Gegen die Rumänen : Mit der Falkenhayn-Armee bis z. Sereth. Eingeleitet durch ein Vorwort von Erich von Falkenhayn. Ullstein, Berlin u. a. 1917.
- Emil Orlik. Neue Kunsthandlung, Berlin 1920. Reihe Grafiker der Gegenwart.
- Max  Pechstein. Propyläen Verlag, Berlin 1922.
- Max Oppenheimer - Mopp. Zusammen mit Alfred Stix, Thomas Mann, Otto Brattskoven, Wilhelm Michel u. a., Werkkunstverlag, Berlin 1927.
- Berlin 1870–1929. Der Aufstieg zur Weltstadt. Ein Gedenkbuch. Hrsg. vom Verein Berliner Kaufleute und Industrieller aus Anlaß seines 50-jährigen Bestehens. Beiträge auch von Adolph Donath und Franz M. Feldhaus,  Reimar Hobbing, Berlin 1929. Nachdruck, hrsg. vom Museumspädagogischen Dienst Berlin, Gebr. Mann, Berlin 1994, ISBN 3-7861-1373-4.
- Die Kunst des Rokoko. Propyläen, Berlin 1929.
- Leonid Pasternak: Mit 4 Fragmenten aus der Selbstbiographie des Künstlers. Stybel Verlag, Warschau 1932 sowie Hartberg, Berlin 1932.
- Das Kaufhaus des Westens. Werbefestschrift, Redaktion Max Osborne, Kaufhaus des Westens, Berlin 1932.
- Der bunte Spiegel. Erinnerungen aus dem Kunst-, Kultur- und Geistesleben der Jahre 1890 bis 1933. Mit einem Brief an Verf. von Thomas Mann? Verlag Friedrich  Krause, New York 1945. Neuauflage: Der bunte Spiegel. Erinnerungen aus dem Kunst-, Kultur- und Geistesleben der Jahre 1890 bis 1933. Mit einer Hommage von Thomas Mann und Reminiszenzen von Ruth Weyl. Hrsg. Thomas B. Schumann. Edition Memoria, Hürth bei Köln 2013, ISBN 978-3-930353-31-6.

### Miszellen
In der Publikationsreihe Neue Werkkunst mit Werkmonografien von seinerzeit bekannten Architekten verfasste Osborn Vorworte bzw. Einleitungen zu folgenden Bildbänden:
- Jean Krämer. F. E. Hübsch, Berlin et al., 1927
  - Nachdruck mit einem Nachwort zum Nachdruck von Piergiacomo Bucciarelli, Gebr. Mann, Berlin 1996, ISBN 3-7861-1832-9.
- Oskar Kaufmann. F. E. Hübsch, Berlin et al., 1928
  - als Nachdruck (mit einem Nachwort von Myra Warhaftig): Gebr. Mann, Berlin 1996, ISBN 3-7861-1916-3.
- Brüder Siebrecht. F. E. Hübsch, Berlin et al. 1928
- Fritz August Breuhaus de Groot. Mit Herbert Eulenberg. F. E. Hübsch, Berlin/Leipzig/Wien 1929.  F. E. Hübsch, Berlin et al., 1929 (zweisprachig: deutsch / englisch).
  - als Nachdruck (mit einem Nachwort von Catharina Berents): Gebr. Mann, Berlin 1999, ISBN 3-7861-2281-4.
- Michael Rachlis: Räume. F. E. Hübsch, Berlin et al. 1929.
- Kaufmann und Wolffenstein, Architekten, Berlin. F. E. Hübsch, Berlin et al. 1930.
- Johann Emil Schaudt, Architekt BDA. F. E. Hübsch, Berlin et al. 1931.
  - als Nachdruck (mit einem Nachwort von Wolfgang Schäche): Gebr. Mann, Berlin 1995, ISBN 3-7861-1831-0.